# غرباء يسار
غرباء اليسار (بالتركية: Sol Garipler)‏ هو اسم إحدى الفرق الست التي تُشكل سلاح الفرسان التابع لقوات جند السرايا (قابي قولو) (بالتركية: Kapı kulu Askerleri'nin Süvariler)‏ في الجيش العثماني.
كان محاربو غرباء اليسار مسؤولين عن حماية رايات الدولة العثمانية خلال المعارك، وكانوا يهاجمون من الجانب الأيسر في ساحة المعركة لمحاصرة العدو وتطويقه. وكان غربان اليسار مع غرباء اليمين، يتولون مهمة حماية خزينة الحرب.
في المسير والحملات العسكرية، كان غرباء اليسار يسيرون بخيولهم على يسار فرسان علوفجية اليسار.
كان الغرباء يشاركون في الحروب التي يشارك فيها الحكمدار نفسه.

## التسمية
حملت هذه الفرقة العسكرية اسم "غرباء" لأنها تألفت من جنود أجانب ليسوا أتراكا، جاءوا من الأناضول ومصر وأفريقيا.

## تجنيدهم
كان يتم اختيار أفراد غرباء اليمين وغرباء اليسار من بين الجنود الذين جاءوا من قصور غلاطة وإبراهيم باشا وأدرنة، وكذلك من بين أولئك الذين أظهروا شجاعة كبيرة في المعارك.

## معيشتهم ورواتبهم
لم تكن للغرباء ثكنات عسكرية في العاصمة العثمانية، وكانوا يعيشون في القرى والبلدات المحيطة بإسطنبول وأدرنة وبورصة، العواصم الثلاث للدولة العثمانية على مر التاريخ.
في القرن السادس عشر، تراوح عدد فرق الغرباء ما بين 1000 و1500 جندي.
وكانت رواتبهم تختلف حسب الأقدمية والمؤهلات، ويتم توزيعها بحضور الصدر الأعظم .

## إلغاء فرقة الغرباء
بعد إلغاء فيلق الإنكشارية عام 1826م، تم إلغاء وحدات الغرباء ومنح أفرادها معاشًا تقاعديًا من الجمارك، مما أدى إلى إنهاء وجودهم رسميًا.

## أنظر أيضا
- غرباء اليمين.
- علوفجي يمين.
- علوفجي يسار.
- جند السرايا (قابي قولو).

## مصدر
1. ↑  "Sol Garipler Nedir?". مؤرشف من الأصل في 17 Şubat 2015. اطلع عليه بتاريخ 6 Mayıs 2015. {{استشهاد ويب}}: تحقق من التاريخ في: |تاريخ-الوصول= و|تاريخ-الأرشيف= (مساعدة)
2. ↑  "birdunyabilgi.org-KAPIKULU SÜVARİLERİ". مؤرشف من الأصل في 9 Mayıs 2013. اطلع عليه بتاريخ 5 Haziran 2013. {{استشهاد ويب}}: تحقق من التاريخ في: |تاريخ-الوصول= و|تاريخ-الأرشيف= (مساعدة)
3. ↑  "tarihdefteri.8m.com-Osmanlı İmparatorluğu'nda Askeri Teşkilat". مؤرشف من الأصل في 16 Aralık 2013. اطلع عليه بتاريخ 5 Haziran 2013. {{استشهاد ويب}}: تحقق من التاريخ في: |تاريخ-الوصول= و|تاريخ-الأرشيف= (مساعدة)
4. ↑  "dallog.net - Gureba (Gurebâ, Garipler)". مؤرشف من الأصل في 7 Ocak 2013. اطلع عليه بتاريخ 5 Haziran 2013. {{استشهاد ويب}}: تحقق من التاريخ في: |تاريخ-الوصول= و|تاريخ-الأرشيف= (مساعدة)